# Суперкубок Бахрейну з футболу 2018
Суперкубок Бахрейну з футболу 2018  — 9-й розіграш турніру. Матч відбувся 15 вересня 2018 року між чемпіоном Бахрейну клубом Аль-Мухаррак та володарем кубка Короля Бахрейну клубом Аль-Наджма.
| Володар Суперкубка Бахрейну 2018 |
| -------------------------------- |
|                                  |
| Аль-Мухаррак Третій титул        |

## Матч

### Деталі
| 15 вересня 2018 19:00 (EEST) |

| Аль-Мухаррак                   | 2:2      | Аль-Наджма                 |
| ------------------------------ | -------- | -------------------------- |
| Дербалі 37' Мохаммед Сулах 59' |          | Хабіб 72' (пен.) Драме 81' |
|                                | Пенальті |                            |
|                                | 4:3      |                            |

| Бахрейнський національний стадіон, Ріффа |